# Черниговский сельский совет Харьковской области
Черниговский сельский совет — входит в состав Лозовского района Харьковской области Украины.
Административный центр сельского совета находится в посёлке Черниговское.

## История
- 1987 — дата образования.

## Населённые пункты совета
- посёлок Черниговское
- село Вольное